# 行列要素
数学における行列要素（ぎようれつようそ、英: matrix element）、成分 (matrix entry) あるいは係数 (matrix coefficient) は、群上の特別な形の函数で、その群の線型表現と付加的なデータに依存するものである 有限群に対する行列要素は、その群の元の特定の表現に関する作用に対応する行列の成分として表すことができる。
リー群の表現の行列要素は、特殊函数論と緊密な関係を持ち、理論の大部分を統一的に扱う方法を与える。行列要素の増加性質は、局所コンパクト群（特に簡約実および p-進群）の既約表現の分類において重大な役割を持つ。行列要素を用いた方法論は、モジュラー形式の概念に莫大な一般化をもたらした。別な方向では、ある種の力学系の持つ混合性質が、適当な行列要素の性質によって制御される。

## 定義
群 G の、ベクトル空間 V 上の線型表現 ρ の行列要素とは、群 G 上で定義された
fv, η(g) ≔ η(ρ(g)v)
の形の写像 fv, η を言う。
ここで、v は V のベクトル、η は V 上の連続線型汎函数で、g は G の任意の元である。行列要素は G 上で定義され、スカラー値をとる函数となる。
V がヒルベルト空間ならば、リースの表現定理により、任意の行列要素は内積を用いて、適当なベクトル v, w に対する
fv, w(g) = ⟨w, ρ(g)v⟩
なる形に書くことができる。
V が有限次元の場合、v と w を標準基底からとれば実際に、行列要素は行列の特定の成分を与える函数として与えられる。

## 応用

### 有限群
有限群の既約表現の行列要素は、バーンサイド、フロベニウス、シュアらの展開した有限群の表現論において顕著な役割を持っている。これら既約表現はシューアの直交関係式を満たし、その表現の指標 ρ は行列要素 fvi,ηi の和となる。ただし、{vi} は ρ の表現空間における基底、{ηi} はその双対基底である。

### 有限次元リー群と特殊函数
リー群の表現の行列要素を初めて考えたのはエリ・カルタンである。ゲルファントは、多くの古典的特殊函数と直交多項式をリー群 G の表現の行列要素として表すことを実現した。この記述はそれまでに知られていた特殊函数の全く異なる性質、例えば加法公式、ある種の漸化式、直交関係式、積分表現、微分作用素に関する固有値などについて、統一的な枠組みを与えるものであった。数理物理に現れる特殊函数、例えば三角函数、超幾何級数とその一般化、ルジャンドルおよびヤコビの直交多項式、ベッセル函数などは何れもリー群の表現の行列要素として生じる。代数幾何学および数論において重要な、テータ函数および実解析的アイゼンシュタイン級数は、この方法で実現することができる。

### 保型形式論
ゲルファント、グラエフ、ピアテツキー＝シャピロらによる、古典的モジュラー形式論への強力なアプローチは、それらをある種の無限次元ユニタリ表現であるアデール環の保型表現と見做すことである。このアプローチは、ラングランズが大域体上の一般の簡約代数群に対してさらに発展させている。

## 注記
1. ↑  Springer Online Reference Works
2. ↑  完全な取扱いは参考文献を見よ
3. ↑  
Gel'fand, I. M.; Graev, M. I.; Piatetski-Shapiro, Ilya, Representation Theory and Automorphic Functions, Generalized Functions Vol. 6, SPCK Publishing, ISBN 0122795067